# Očura, Lepoglava
Očura je naselje na Hrvaškem, ki upravno spada pod mesto Lepoglava Varaždinske županije.

## Lega
Očura leži ob cesti Zabok-Varaždin okoli 5 km jugozahodno od naselja Lepoglava na nadmorski višini 264 m pod zahodnimi  pobočji 1061 m visoke Ivanščice.

## Zgodovina
Od leta 1910 do 1971 se je naselje imenovalo Očura Lepoglavska. Do začetka 20. st. ter po letu 1971 pa Očura. Izven naselja stoji ena od najstarejših gotskih cerkev Hrvaškega Zagorja, posvečena Svetoj Mariji Očurskoj i Svetome Jakovu Starijem apostolu. V cerkvi hranijo čudodelen kip Blažene Device Marije iz leta 1500.

## Demografija
| Pregled števila prebivalcev po letih | Pregled števila prebivalcev po letih | Pregled števila prebivalcev po letih | Pregled števila prebivalcev po letih | Pregled števila prebivalcev po letih | Pregled števila prebivalcev po letih | Pregled števila prebivalcev po letih | Pregled števila prebivalcev po letih | Pregled števila prebivalcev po letih | Pregled števila prebivalcev po letih | Pregled števila prebivalcev po letih | Pregled števila prebivalcev po letih | Pregled števila prebivalcev po letih | Pregled števila prebivalcev po letih | Pregled števila prebivalcev po letih | Pregled števila prebivalcev po letih |
| ------------------------------------ | ------------------------------------ | ------------------------------------ | ------------------------------------ | ------------------------------------ | ------------------------------------ | ------------------------------------ | ------------------------------------ | ------------------------------------ | ------------------------------------ | ------------------------------------ | ------------------------------------ | ------------------------------------ | ------------------------------------ | ------------------------------------ | ------------------------------------ |
| 1857                                 | 1869                                 | 1880                                 | 1890                                 | 1900                                 | 1910                                 | 1921                                 | 1931                                 | 1948                                 | 1953                                 | 1961                                 | 1971                                 | 1981                                 | 1991                                 | 2001                                 | 2011                                 |
| 114                                  | 134                                  | 140                                  | 159                                  | 184                                  | 250                                  | 255                                  | 249                                  | 273                                  | 277                                  | 301                                  | 310                                  | 278                                  | 248                                  | 244                                  | 188                                  |